# Pomnik Ignacego Jana Paderewskiego we Wrocławiu
Pomnik Ignacego Jana Paderewskiego – pomnik Ignacego Jana Paderewskiego zlokalizowany we Wrocławiu przy Bulwarze Tadka Jasińskiego i ul. Krupniczej.
Pomnik – w formie popiersia z brązu na szklanym postumencie – ma upamiętnić 100 rocznicę odzyskania niepodległości przez Polskę. Ustawiono go w miejscu, niedaleko którego Paderewski koncertował podczas pobytu we Wrocławiu i jednocześnie naprzeciw Narodowego Forum Muzyki.
W odsłonięciu pomnika 6 czerwca 2018 wziął udział m.in. prezydent Wrocławia Rafał Dutkiewicz.